# 小林信一
小林 信一（こばやし しんいち、1946年 - ）は、日本の工学者。埼玉大学工学部教授を経て、同大名誉教授。
専門はエネルギー・制御システム、真空絶縁工学。真空中の高電圧絶縁破壊現象ならびに大電流遮断現象、及び、電子衝撃によるガス離脱現象を研究。また、高耐電圧特性を有する電極の開発も行っている。

## 略歴
- 1969年　埼玉大学理工学部卒業
- 1972年　東京農工大学大学院工学研究科修士課程修了
- 1972年　富士電機製造株式会社入社
- 1973年　埼玉大学理工学部助手
- 1987年　工学博士（東京工業大学）
- 1989年　埼玉大学工学部助教授
- 1989年～1994年 高エネルギー物理学研究所助教授併任
- 1994年　埼玉大学工学部教授

## 受賞
- 1999年　電気学会優秀技術報告賞
- 1999年　電気学会グループ著作賞
- 2016年　Walter P. Dyke Award 受賞（「真空中の電気絶縁特性に関する研究　－In-situ表面分析と真空絶縁破壊測定－」）

## 論文
- 「高電圧半導体保護用エッチドヒューズの遮断性能の改善に関する研究」,電気学会研究会資料 2013(20), 19-24, 2013
- 「表面粗さと空気中熱処理が真空中アルミナ絶縁物の沿面放電と帯電に与える影響」,電気学会研究会資料 2013(20), 7-12, 2013
- 「高電圧半導体保護用エッチドヒューズの遮断性能の改善に関する研究」,電気学会研究会資料 2013(11), 19-24, 2013
- 「表面粗さと空気中熱処理が真空中アルミナ絶縁物の沿面放電と帯電に与える影響」,電気学会研究会資料 2013(11), 7-12, 2013
- 「大型負イオン源における大面積多孔多段電極の真空耐電圧」,Journal of the Vacuum Society of Japan 56(12), 502-506, 2013
- 「真空中の放電現象 —真空ギャップの絶縁破壊現象—」,Journal of the Vacuum Society of Japan 56(12), 477-484, 2013
- 「無酸素銅電極における電界電子放出点の分布測定と電子放出箇所の微視的観察」,電気学会論文誌 132(11), 958-964, 2012
- 「電子ビームの単パルス照射による無酸素銅からの電子衝撃脱離ガス分析」,電気学会論文誌 132(11), 951-957, 2012
- 「市販の金属磨き液で研磨した無酸素銅電極とCu-Cr電極の真空中絶縁破壊特性」,電気学会研究会資料 2012(29), 77-82, 2012
- 「各種アルミナの二次電子放出特性に関する研究」,電気学会研究会資料 2012(29), 59-64, 2012
- 「大面積多孔電極を有する大型イオン源の真空耐電圧特性」,電気学会研究会資料 2012(29), 41-45, 2012
- 「核融合用超大型負イオン源の耐電圧改善」,電気学会研究会資料 2012(29), 35-40, 2012
- 「真空アークから拡散する荷電粒子と電流遮断成否の関係」,電気学会研究会資料 2012(29), 1-6, 2012
- 「電子ビームの単パルス照射による無酸素銅からの電子衝撃脱離ガス分析」,電気学会研究会資料 2012(1), 19-24, 2012
- 「無酸素銅電極における電界電子放出点の分布測定と電子放出箇所の微視的観察」,電気学会研究会資料 2012(1), 13-18, 2012
- 「真空中絶縁破壊現象と電極表面状態  In situ電極表面分析・真空中絶縁破壊試験」,CACS forum : 埼玉大学研究機構科学分析支援センター機関誌 (3), 22-29, 2012
- 「種々の電極材料の真空中絶縁耐圧と電極表面の汚損度合いの関係」,電気学会研究会資料 2011(1), 27-32, 2011
- 「真空中の放電現象」,加速器  日本加速器学会誌 8(4), 202-209, 2011
- 「エポキシ樹脂の真空中沿面放電特性と二次電子放出特性」,電気学会論文誌. A, 基礎・材料・共通部門誌 130(12), 1067-1072, 2010
- 「電流零点前の真空アークから拡散する荷電粒子電流の測定」,電気学会研究会資料 2010(1), 29-34, 2010
- 「エッチドヒューズの特性改善と遮断現象」,電気学会研究会資料 2008(72), 45-48, 2008
- 「エポキシ樹脂の真空中沿面放電特性と二次電子放出特性」,電気学会研究会資料 2008(25), 13-18, 2008
- 「大型FRP絶縁管を有するJT-60負イオン源の真空耐電圧特性」,電気学会研究会資料 2008(25), 7-11, 2008
- 「加工方法および研磨処理の異なるチタン電極の真空中絶縁破壊特性」,電気学会研究会資料 2008(16), 25-30, 2008
- 「無酸素銅電極の保管状態と保管期間が真空中絶縁破壊特性に与える影響」,電気学会研究会資料 2008(16), 7-11, 2008
- "Surface discharge related properties of fiberglass reinforced plastic insulator for use in neutral beam injector of JT-60U" , REVIEW OF SCIENTIFIC INSTRUMENTS 79(2), 2008
- 「衛星帯電・放電現象に関わる絶縁物材料の表面・体積抵抗の測定」,埼玉大学地域オープンイノベーションセンター紀要 (1), 61-65, 2008
- 「直流高電圧1500V電車用ヒューズの試作と実用化」,埼玉大学地域オープンイノベーションセンター紀要 (1), 55-60, 2008
- 「真空ギャップのスパークコンディショニング処理過程で生じるパルス状電流の観測」,真空 50(12), 752-754, 2007
- 「高圧半導体保護用エッチングヒューズの研究」,電気学会論文誌 127(5), 666-672, 2007
- "Influence of Mechanical Finishing on Secondary Electron Emission of Alumina Ceramics" , 22nd International Symposium on Discharges and Electrical Insulation in Vacuum : ISDEIV, 97-100, 2006
- 「スパークコンディショニング処理された陰極と陽極の真空中絶縁破壊特性」,電気学会論文誌 126(8), 775-781, 2006
- 「大電力高周波窓用アルミナ材料からの二次電子放出」,電気学会論文誌 126(8), 751-756, 2006
- "Vacuum electrical breakdown characteristics and surface condition of Ti electrodes with oxidation conditions" , IEEE TRANSACTIONS ON DIELECTRICS AND ELECTRICAL INSULATION 13(1), 98-104, 2006
- "Secondary electron emission and surface charging evaluation of alumina ceramics and sapphire" , IEEE TRANSACTIONS ON DIELECTRICS AND ELECTRICAL INSULATION 13(1), 72-78, 2006
- 「電鋳銅処理無酸素銅電極の真空中絶縁破壊特性」,電気学会研究会資料 2005(151), 41-46, 2005
- 「指向性四重極質量分析計を用いた数keVの電子照射時における無酸素銅電極からの脱離ガス分析」,電気学会研究会資料 2005(151), 13-18, 2005
- 「高圧半導体保護用エッチングヒューズの遮断特性」,電気設備学会全国大会講演論文集 23, 293-294, 2005
- 「複数パルス電子照射法によるアルミナからの二次電子放出」,真空 48(3), 145-147, 2005
- 「真空中における沿面放電時のリアルタイム帯電分布測に関する研究」,埼玉大学紀要. 工学部 第1編 第1部 論文集 38, 1-5, 2005
- 「高圧半導体保護用エッチングヒューズの開発」,埼玉大学地域共同研究センター紀要 (6), 67-70, 2005
- 「エッチングヒューズの基礎研究」,電気設備学会全国大会講演論文集 22, 151-152, 2004
- 「真空アーク放電中に見られる特異現象」,電気学会研究会資料 2004(1), 5-9, 2004
- 「アルミナおよびマルチパクタ抑止コーティングの二次電子放出係数の温度依存性」,真空 47(3), 120-123, 2004
- 「真空中における熱処理を施したアルミナの表面状態と絶縁特性」,電気学会研究会資料. ED, 放電研究会 2004(27), 79-82, 2004
- 「真空中熱処理が無酸素銅電極の電界電子放出特性に与える影響」,電気学会研究会資料. ED, 放電研究会 2004(1), 57-62, 2004
- 「酸化処理を施したTi電極の真空中絶縁破壊特性と電極の表面状態」,電気学会研究会資料. ED, 放電研究会 2004(1), 51-55, 2004
- 「高圧半導体保護用エッチングヒューズの開発」,埼玉大学地域共同研究センター紀要 (5), 53-59, 2004
- 「半導体保護用エッチングヒューズの消弧砂の固め方の研究」,電気学会研究会資料. ED, 放電研究会 2003(209), 159-163, 2003
- 「大電流通電時における真空遮断器の電流導入軸の温度上昇測定」,電気学会研究会資料. ED, 放電研究会 2003(155), 111-116, 2003
- 「電極の表面状態の変化が電界電子放出特性に与える影響」,電気学会論文誌. A, 基礎・材料・共通部門誌 123(5), 475-480, 2003
- 「清浄空間における精密機械加工無酸素銅電極の真空中絶縁破壊特性」,電気学会論文誌. A, 基礎・材料・共通部門誌 123(5), 468-474, 2003
- 「電力ヒューズの遮断性能試験」,埼玉大学地域共同研究センター紀要 (4), 48-55, 2003
- 「清浄空間における精密機械加工無酸素銅電極の真空中絶縁破壊特性」,電気学会基礎・材料・共通部門大会講演論文集 2002, 404, 2002
- 「真空中における絶縁物上の実時間帯電測定法」,電気学会基礎・材料・共通部門大会講演論文集 2002, 324, 2002
- 「電子衝撃を受けた誘電体から放出されるガスの分析法」,電気学会基礎・材料・共通部門大会講演論文集 2002, 283, 2002
- 「誘電体からの光電子放出現象に関する研究」,電気学会基礎・材料・共通部門大会講演論文集 2002, 280, 2002
- 「精密機械加工を施した無酸素銅電極の真空中における絶縁破壊特性」,真空 45(3), 188-191, 2002
- 「エッチングヒューズの基礎研究と高圧ヒューズの開発」,埼玉大学地域共同研究センター紀要 3, 36-36, 2002
- 「真空遮断器通電時における電流導入電極の軸方向温度分布」,電気学会研究会資料 2001(214), 79-84, 2001
- 「精密機械加工を施した無酸素銅電極の真空中絶縁破壊特性」,電気学会研究会資料 2001(164), 37-42, 2001
- 「真空中における繰り返し沿面放電時の発光スペクトル」,電気学会研究会資料 2001(155), 37-42, 2001
- 「真空繰り返し絶縁破壊とスパッタ処理が電子放出特性に与える影響」,電気学会研究会資料 2001(155), 7-12, 2001
- 「無酸素銅への精密機械加工と真空中における絶縁破壊特性」,電気学会基礎・材料・共通部門大会講演論文集 2001, 49, 2001
- 「真空中におけるアルミナ沿面放電時の分光測定」,電気学会基礎・材料・共通部門大会講演論文集 2001, 47, 2001
- 「真空中の繰り返し絶縁破壊前後における無酸素銅電極の電界電子放出特性」,電気学会基礎・材料・共通部門大会講演論文集 2001, 42, 2001
- 「電鋳法により形成された表面を有する無酸素銅電極の真空中絶縁破壊特性」,真空 44(3), 371, 2001
- 「放出型電子顕微鏡を用いた電子放出点の観測」,真空 44(3), 370, 2001
- 「紫外線照射を受けたアルミナからの光電子放出」,真空 44(3), 369, 2001
- 「直流電圧印加時の真空中不平等電界下における種々のアルミナ上帯電分布」,真空 44(3), 368, 2001
- 「切削加工を施したアルミナのカソードルミネセンス測定と真空中沿面放電特性」,真空 44(3), 367, 2001
- 「切削加工を施したアルミナにおける不平等電界下での真空中沿面放電特性」,真空 44(3), 366, 2001
- 「真空中絶縁破壊前後における電極からの放出ガス分析」,真空 44(3), 364, 2001
- 「エッチングヒューズの基礎研究と高圧ヒューズの開発」,埼玉大学地域共同研究センター紀要 (2), 40-47, 2001
- 「真空中の不平等電界下における直流電圧印加時のアルミナ帯電分布」,電気学会研究会資料. ED, 放電研究会 2000(168), 63-68, 2000
- 「放出型電子顕微鏡を用いた電子放出点の観測」,電気学会研究会資料. ED, 放電研究会 2000(168), 51-56, 2000
- 「電鋳法により形成した無酸素銅電極の放電特性」,電気学会研究会資料. ED, 放電研究会 2000(168), 39-44, 2000
- 「電子衝撃を受けた金属表面からの放出ガス分析」,電気学会研究会資料. ED, 放電研究会 2000(168), 33-38, 2000
- 「真空中のアルミナ沿面放電に及ぼす切削加工処理の影響」,電気学会研究会資料. ED, 放電研究会 2000(80), 13-18, 2000
- 「ダイヤモンドターニング加工による凹凸処理を施したアルミナの真空沿面放電特性」,電気学会基礎・材料・共通部門大会講演論文集 2000, 207, 2000
- 「真空中における不平等電界下でのアルミナの沿面放電特性とカソードルミネセンス測定」,電気学会基礎・材料・共通部門大会講演論文集 2000, 206, 2000
- 「直流電圧印加時のアルミナの真空中沿面放電現象」,電気学会基礎・材料・共通部門大会講演論文集 2000, 205, 2000
- 「透明陽極及び放出型電子顕微鏡を用いた電子放出点の観測」,電気学会基礎・材料・共通部門大会講演論文集 2000, 204, 2000
- 「電子衝撃脱離ガスの分析」,電気学会基礎・材料・共通部門大会講演論文集 2000, 203, 2000
- 「直流およびインパルス電圧印加時の真空中不平等電界下におけるアルミナ上帯電分布」,電気学会基礎・材料・共通部門大会講演論文集 2000, 201, 2000
- 「各種アルミナに対する真空中沿面放電特性とカソードルミネセンス測定」,真空 43(3), 404, 2000
- 「各種アルミナの帯電特性と真空中沿面放電特性」,真空 43(3), 403, 2000
- 「無酸素銅電極の絶縁破壊特性に対するオゾン水処理の効果」,真空 43(3), 402, 2000
- 「数keVのエネルギーを有する電子衝撃を受けた金属表面から脱離するガスの分析」,真空 43(3), 401, 2000
- 「大電流通電に適した真空遮断器用の電極材料調査」,埼玉大学地域共同研究センター紀要 1, 72, 2000
- 「インテリジェントヒューズの開発研究」,埼玉大学地域共同研究センター紀要 1, 52, 2000
- 「透明陽極を用いたアルミナの沿面放電現象の観測」,電気学会研究会資料 1999(175), 43-48, 1999
- 「各種アルミナのカソードルミネセンスと真空中沿面放電特性」,電気学会研究会資料 1999(175), 37-42, 1999
- 「電子照射による金属からのガス脱離」,電気学会研究会資料 1999(175), 31-36, 1999
- 「各種表面処理を施した無酸素銅電極の真空中絶縁破壊特性」,電気学会研究会資料 1999(175), 25-30, 1999
- 「真空ギャップのコンディショニング効果と電極表面処理」,電気学会研究会資料 1999(75), 95-100, 1999
- 「アルミナ材料の二次電子放出とカソードルミネセンスに及ぼすアニールとX線照射の影響」,真空 42(9), 834-839, 1999
- 「アルミナの真空中沿面放電特性とカソードルミネセンス測定」,電気学会基礎・材料・共通部門大会講演論文集 1999, 157, 1999
- 「オゾン水処理された無酸素銅電極の表面状態と真空中絶縁破壊特性」,電気学会基礎・材料・共通部門大会講演論文集 1999, 156, 1999
- 「アルミナの帯電特性に及ぼすX線照射の影響」,電気学会基礎・材料・共通部門大会講演論文集 1999, 153, 1999
- 「アルミナの表面帯電や二次電子放出係数に及ぼす アニールの効果」,電気学会論文誌. A, 基礎・材料・共通部門誌 119(5), 562-567, 1999
- 「電子衝撃を受けた金属表面から脱離するガスの分析」,真空 42(3), 463, 1999
- 「アルミナ材料の二次電子放出係数とカソードルミネセンスに及ぼすアニールとX線照射の影響」,真空 42(3), 460, 1999
- 「大電力通過による高周波窓の帯電現象」,真空 42(3), 333-336, 1999
- 「真空中繰り返し絶縁破壊による無酸素銅電極の表面状態および絶縁破壊前駆電流特性の変化」,電気学会論文誌. A, 基礎・材料・共通部門誌 119(2), 197-202, 1999
- "Parameters infuluencing breakdown characteristics of vacuum gops during spark conditioning" , IEEE DEI,Vol.6,pp.455-459, 1999
- 「電解研磨が施されたアルミ電極の真空中絶縁破壊特性」,電気学会研究会資料. ED, 放電研究会 1998(43), 19-24, 1998
- 「真空中繰り返し放電による電極表面状態の変化」,電気学会研究会資料. ED, 放電研究会 1998(43), 13-18, 1998
- 「真空中におけるアルミナの帯電特性の印加電圧依存性」,真空 41(3), 364, 1998
- 「アルミナの二次電子放出係数とカソードルミネセンスに対する熱処理及び表面研磨の効果」,真空 41(3), 346, 1998
- 「真空中の絶縁破壊電界と電極表面状態」,真空 41(3), 345, 1998
- 「電界電子放出点観測用放射型電子顕微鏡の試作」,真空 41(3), 344, 1998
- 「アルミナの残留応力と真空中沿面放電耐圧」,真空 41(3), 235-238, 1998
- 「大電力高周波窓の帯電現象」,真空 41(3), 231-234, 1998
- 「真空中絶縁破壊と銅電極の表面現象に関する研究」,真空 41(3), 227-230, 1998
- "Flashover from surface charge distribution on alumina insulators in vacuum" , IEEE DEI,Vol.4,pp.400-406, 1997
- "Recent experiments on vacuum breakdown of oxygen-free copper electrodes" , IEEE DEI,Vol.4,pp.841-847, 1997
- 「真空中電圧印加後におけるアルミナ表面の帯電電荷分布の測定」,真空 38(3), 307-310, 1995
- 「ダイヤモンドバイト鏡面加工無酸素銅電極真空ギャップの絶縁破壊特性」,真空 38(3), 303-306, 1995
- 「カソードルミネセンス分光測定法を用いた真空中アルミナ沿面放電における表面状態変化の観察」,真空 38(3), 299-302, 1995
- 「ダイヤモンドバイト鏡面加工無酸素銅電極の真空中絶縁破壊特性」,真空 37(3), 289-291, 1994
- 「熱処理無酸素銅電極の真空中絶縁破壊特性」,真空 37(3), 258-260, 1994
- 「超高真空中における無酸素銅電極の絶縁破壊特性」,電気学会論文誌 114(2), p91-99, 1994
- 「真空中におけるアルミナの沿面フラッシオーバ特性」,真空 36(3), 306-309, 1993
- 「真空処理無酸素銅電極の真空絶縁耐力」,真空 35(3), 389-391, 1992
- 「真空絶縁破壊における電極材料元素及び酸素の発光スペクトルの観測」,真空 35(3), 385-388, 1992
- 「大電力周波窓表面での放電現象」,真空 34(3), 297-300, 1991
- 「真空絶縁破壊電圧に対するIN-SITU電極表面処理の影響」,真空 34(3), 289-292, 1991
- 「真空絶縁破壊電圧に対するスパッタリング薄膜の効果」,真空 33(3), 346-348, 1990
- 「X線光電子分光法による真空絶縁破壊前駆現象の研究」,CACS FORUM 7, 2-8, 1987
- 「真空放電ギャップに於ける暗電流中の正電荷キャリアの測定」,埼玉大学紀要 工学部 (14), p8-13, 1980
- 「真空中,高電界強度下に於ける荷電微粒子の測定」,埼玉大学紀要 工学部 (13), p24-27, 1979
- 「後方散乱電子による金属表面荒さ測定器」,埼玉大学紀要 工学部 (12), p7-10, 1978
- 「反射電子強度による金属表面仕上げの測定法について」,埼玉大学紀要 工学部 (11), p33-37, 1977